# Везни (уред)
Вижте пояснителната страница за други значения на Везни.
Везните са измерителен уред, който служи за определяне на теглото или масата на даден предмет. Размерите и устройството им са разнообразни.
Традиционната везна се състои от две плоскости подобни на чинии, окачени на равни разстояния от опорна точка. Едната плоскост съдържа обект с неизвестна маса (или тегло), докато известните маси се добавят към другата плоскост, докато се постигне статично равновесие и плоскостите се изравнят. В този момент масите на двете плоскости са равни.
Пружинната везна използва пружина с известна коравина за определяне на масата (или теглото). Окачването на определена маса удължава пружината с определено количество в зависимост от коравината на пружината (или константата на пружината). Колкото по-тежък е обектът, толкова повече се разтяга пружината, както е описано в закона на Хук. Съществуват и други видове везни, използващи различни физични принципи, като например хидравлични.
Някои везни могат да бъдат калибрирани, за да се четат в силови единици (тегло), като например нютони, вместо единици за маса, например килограми.

## История
Най-старите доказателства за съществуването на везни датират от 2400 – 1800 г. в долината на река Инд (съвременен Пакистан). Преди това не се извършва банкова дейност поради липса на везни. Гладки полирани каменни кубчета, открити в ранни селища, вероятно са използвани като теглилки за баланс. Въпреки че кубчетата нямат маркировка, техните маси са кратни на общ знаменател. Направени са от много различни видове камъни с различна плътност. Ясно е, че тяхната маса, а не техният размер или други характеристики, е фактор при изработването им.
В Египет везните могат да бъдат проследени до около 1878 г. пр. н. е. но тяхното използване вероятно се простира много по-рано. Открити са издълбани камъни, носещи знаци, обозначаващи маса и египетски йероглифен символ за злато, което предполага, че египетските търговци използват установена система за измерване на масата, за да състави каталог на златни пратки или добиви от златни рудници. Въпреки че не са оцелели действителни везни от тази епоха, много комплекти камъни, както и стенописи, изобразяващи използването на везни за баланс, показват широко разпространение.
В Китай най-ранните везни датират от 3-ти до 4 век пр. н. е. в близост до Чанша, Хунан. Направени са от дърво и са използвани бронзови маси. Везните започват да виждат обичайна употреба от около 400-тната година, от дребни търговци и техните клиенти. Изобилие от разновидности, всяка от които се гордее с предимствата и подобренията си, се появяват през цялата история, включително от велики изобретатели, като Леонардо да Винчи. Въпреки разнообразието и нововъведенията до XVII век везните принципно остават непроменени.

## Приложение и принцип на работа
Везните сравняват неизвестното тегло с дадено стандартно тегло, което служи за еталон. За целта се използва хоризонтален лост.
Везните намират широко приложение в лаборатории, промишленост и търговия.